# Mnemosyne (musikalbum)
Mnemosyne från 1999 är ett musikalbum med den norske saxofonisten Jan Garbarek och The Hilliard Ensemble. Albumet är en uppföljare till Officium från 1994.

## Låtlista
Upphovsmännen är okända om inget annat anges.

### Cd 1
1. Quechua Song – 7:11
2. O Lord in Thee is all My Trust (Thomas Tallis) – 5:9
3. Estonian Lullaby (Veljo Tormis) – 1:59
4. Remember Me, My Dear – 6:31
5. Gloria (Guillaume Dufay) – 6:4
6. Fayrfax Africanus – 4:5
7. Agnus Dei (Antoine Brumel) – 8:39
8. Novus Novus – 2:18
9. Se je fayz dueil (Jan Garbarek/Guillaume Le Rouge) – 5:13
10. O ignis spiritus (Hildegard von Bingen) – 10:54

### Cd 2
1. Alleluia nativitatis – 5:5
2. Delphic Paean (Athenaeus) – 4:47
3. Strophe and Counter-Strophe (Jan Garbarek) – 5:3
4. Mascarades – 5:3
5. Loiterando (Jan Garbarek) – 5:34
6. Estonian Lullaby (Veljo Tormis) – 2:2
7. Russian Psalm – 3:45
8. Eagle Dance – 4:48
9. When Jesus Wept (William Billings) – 3:23
10. Hymn to the Sun (Mesomedes) – 7:29

## Medverkande
- Jan Garbarek – sopran- och tenorsax
- The Hilliard Ensemble (spår 1:1–2, 4–10, 2:1–2, 4, 7–10)
  - David James – countertenor
  - Rogers Covey-Crump – tenor
  - John Potter – tenor
  - Gordon Jones – baryton

## Listplaceringar
| Lista (1999) | Topplacering |
| ------------ | ------------ |
| Norge        | 8            |
| Tyskland     | 57           |